# Can Pujol (Maçanet de la Selva)
Can Pujol és una masia de Maçanet de la Selva (Selva) inclosa a l'Inventari del Patrimoni Arquitectònic de Catalunya.

## Descripció
Masia que consta de dues plantes: en la planta baixa, trobem tres obertures: en el centre, un gran portal adovellat circular, am dovel-les de grans proporcions. En un dels laterals, una petita obertura quadrada i en l'altra, antigament hi havia agut una finerstra, però en l'actualitat està tapiada. En el primer pis, o planta noble, també trobem tres obertures; la central es tracta d'una imponent finestra d'arc conopial lobulada, amb muntants de pedra i amb les impostes de l'arc i l'ampit –amb unes gotes o minúsculs medallons- lleument treballades. Al seu temps, es troba flanquejada per dues petites obertures rectangulars d'arc conopial amb muntants de pedra i amb l'ampit lleument treballat i amb uns petits medallons en el coronament apuntat. Finalment, cal dir que la masia es troba coberta per una teulada a vessants a laterals, i com a mer apunt, s'han dipositat carreus regulars de pedra en els extrems laterals de l'edifici.

## Història
Es tracta d'una casa situada al bell mig del veïnat, al qual li dona el nom. La primera data documental que s'ha trobat és del 1504, quan el propietari era en Miquel Pujol. Al 1732, la família Pujol devia els delmes de la parròquia al Vescomtat de Cabrera, per la qual cosa, la casa i les terres foren subhastades. Les va comprar en Jaume Ruscalleda. Els Ruscalleda en foren propietaris fins que una pubilla de la família, Rita Ruscalleda, es va casar amb Anton de Trinxeria de Bolós, apotecari procedent d'Olot els descendents del qual encara avui en són els propietaris. Aquesta casa feia censos al Convent de Sant Domènec de Girona i era domini directe de l'Abat de Breda. En l'any 1894 n'era masover en Joaquim Viader; des del 1921 ha estat habitada per la família de l'arrendetari Salvador Casquet que es dedica a l'agricultura i la ramaderia. La propietat té 112 vessanes; de cultiu 50 i de bosc 62.